# Ernst-Reuter-Preis
Der Ernst-Reuter-Preis (auch: Ernst-Reuter-Hörspielpreis), benannt nach dem Politiker und Kommunalwissenschaftler Ernst Reuter (1889–1953), wurde vom Bundesministerium für innerdeutsche Beziehungen von 1959 bis zu seiner Auflösung 1991 an Rundfunksendungen verliehen und war mit 10.000 DM dotiert.

## Voraussetzungen für die Auszeichnung
Für eine Auszeichnung hatten Beiträge in den Kategorien Hörspiel und Informationssendung „ihr Thema aus dem Problem der Teilung Deutschlands und dem Verhältnis der Menschen in den beiden deutschen Staaten zueinander“ herzuleiten. Womöglich war dieser Preis kein reiner Hörspielpreis, wie die zuweilen für ihn genutzte Bezeichnung Ernst-Reuter-Hörspielpreis suggeriert, sondern ist u. a. auch für Fernsehproduktionen verliehen worden.

## Abgrenzung
Seit 1985 wird von der Freien Universität Berlin ein mit 5000 Euro dotierter Ernst-Reuter-Preis für herausragende Dissertationen verliehen. Dieser Wissenschaftspreis erinnert zwar ebenfalls an den bekannten Berliner Politiker Ernst Reuter, steht jedoch weder formal noch inhaltlich in einem Bezug zu dem in diesem Artikel beschriebenen, themengebundenen Medienpreis.
Eine weitere Auszeichnung in Verbindung mit Ernst Reuter ist die Ernst-Reuter-Plakette, die vom Berliner Senat an Persönlichkeiten vergeben wird, „die sich um Berlin besondere Verdienste erworben haben“ auf politischem, wirtschaftlichem und geistig-kulturellem Gebiet.

## Preisträger
Diese Liste ist vermutlich unvollständig.
- Wolfgang Menge[4] wurde zwei Mal ausgezeichnet,[5] das jeweilige Jahr seiner Auszeichnungen ist unbekannt.
- 1960 Dieter Meichsner
- 1961 Hans Georg Berthold
- 1962 Alfred Berndt
- 1963 Ingeborg Drewitz
- 1965 Kay Hoff, Andreas Fuchs
- 1966 Herrmann Rudolph, Traute Hellberg
- 1967 Horst Mönnich[6]
- 1969 Lothar Wichert
- 1970 Horst Mönnich, Werner Hill, Hans-Georg Soldat, Rudolf Jacobs
- 1971 Hans-Günter Goldbeck-Löwe, Claudio Isani, Richard Kitschigin, Detlev E. Otto, Erika Runge, Heinz Klunker
- 1974 Gerhard Zwerenz, Günther Sauer
- 1975 Horst Krüger[7]
- 1976 Dieter Streipert, Hans-Günter Goldbeck-Löwe, Jürgen Vietig
- 1977 Olaf Leitner, Horst Karasek
- 1978 Thomas Brasch
- 1979 Kein Preisträger[2]
- 1982 Tilo Medek, Dorothea Medek
- 1983 Charlotte Drews-Bernstein, Wolfgang Schwade
- 1986 Dörte Stölting, Günter Borrmann, J. Kunigk
- 1986 Klaus Schlesinger, Günther Sauer
- 1988 Gert Loschütz, Norbert Schaeffer
- 1989 Helga M. Novak, Ursula Langrock
- 1989 Wolfgang Hegewald, Norbert Schaeffer
- 1990 Peter Gotthardt[8]
- 1991 Jens Sparschuh (lt. anderen Angaben hat er den Preis bereits 1990 erhalten)
- 1991 Peter Schran